# Shirley Manson
Shirley Ann Manson (Edimburgo, Escocia, 26 de agosto de 1966) es una cantante, compositora, música y actriz escocesa, conocida de manera internacional por ser la voz principal de la banda de rock alternativo Garbage. Durante gran parte de su carrera internacional, Manson se ha desplazado entre su ciudad natal Edimburgo y los Estados Unidos para trabajar junto a Garbage. Ha ganado atención de parte de los medios debido a su estilo directo, actitud rebelde y distintiva voz.
La carrera musical de Manson comenzó en su adolescencia cuando fue contactada para interpretar coros y teclados para la banda Goodbye Mr. Mackenzie. Rápidamente se convirtió en un miembro prominente del grupo y desarrolló una formidable presencia escénica. El sello discográfico de su banda quiso lanzarla como una artista solista y grabó un álbum con su banda bajo el nombre de Angelfish. Después de ver a Manson en un video de Angelfish transmitido en MTV, Garbage invitó a Manson a audicionar y grabar las voces en un par de demos; finalmente coescribió y coprodujo un álbum completo con la banda. El álbum debut homónimo resultante fue un éxito crítico y comercial y fue seguido por cuatro álbumes de estudio, incluido el disco nominado al Grammy Version 2.0 y un álbum de grandes éxitos. Garbage realizó multitudinarias giras por todo el mundo y vendió 12 millones de discos en 10 años.
En 2006, Shirley comenzó a escribir y grabar material en solitario cuando los miembros de Garbage se tomaron un descanso y en 2008 realizó su primer papel profesional en la segunda y última temporada de la serie de televisión Terminator: The Sarah Connor Chronicles como Catherine Weaver, una exterminadora modelo T-1001. Manson regresó al estudio de grabación en 2010 para escribir y producir material para el quinto álbum de estudio del grupo, Not Your Kind of People, seguido de Strange Little Birds de 2016.

## Primeros años
Shirley Ann Manson nació en Edinburgo el 26 de agosto de 1966, hija del genetista John Mitchell Manson y de la cantante Muriel Flora. Para escoger su nombre, sus padres se inspiraron en la novela Shirley de Charlotte Brontë. Empezó a estudiar piano a la edad de 7 años, más tarde acudió a la Escuela de Música de la Ciudad de Edimburgo donde también formó parte del grupo de teatro.
Aunque la situación económica de su familia era desahogada, Shirley no tuvo una infancia y una adolescencia feliz, debido a que en la escuela los demás niños se metían frecuentemente con ella. Se burlaban de su aspecto y por ser pelirroja. A veces, regresaba a casa ensangrentada y magullada por culpa del acoso. Los interminables acosos y burlas le condujeron a una profunda depresión y se empezó a lesionar ella misma. La canción Only Happy When It Rains se cree que está basada en esos terribles abusos, sin embargo la misma Shirley Manson ha desmentido esto en varias ocasiones. Los abusos terminaron cuando Manson empezó a mostrar signos de rebeldía, ausentándose frecuentemente de su último año de estudios. Shirley comenzó a fumar marihuana, a consumir alcohol y a robar en pequeñas tiendas.
Reveló también en 2016 que a los 13 años fue atacada sexualmente a punta de cuchillo.
A pesar de mostrar esa actitud rebelde, Manson tenía la ambición de convertirse en actriz. Sin embargo, fue rechazada por el Conservatorio Real de Escocia tras presentar audiciones. Trabajó brevemente como voluntaria en la cafetería de un hospital y como dependienta en una tienda antes de pasar cinco años trabajando en la tienda de ropa Miss Selfridge.

## Carrera musical

### Goodbye Mr. Mackenzie
La primera experiencia musical de Manson ocurrió cuando cantó brevemente con las bandas locales de Edinburgo The Wild Indians y Autumn 1984. Martin Metcalfe del grupo Goodbye Mr. Mackenzie se acercó a Manson para ofrecerle que se vinculara a su banda. Shirley se convirtió en un miembro prominente del grupo, tocando los teclados y cantando los coros. El grupo firmó un contrato discográfico con Capitol Records en 1987 y publicó su primer álbum Good Deeds and Dirty Rags. En 1990 el grupo se vinculó con Parlophone, otra subsidiaria de EMI. Sin embargo, tras el fracaso en las listas de éxitos de dos sencillos de la banda publicados por la disquera, Parlophone se negó a lanzar el segundo álbum del grupo, Hammer and Tongs.
Gary Kurfirst, mánager de Talking Heads y Debbie Harry, compró el contrato la banda y publicó su segundo álbum a través de su propio sello Radioactive Records, una filial de MCA Records. Su estancia en Radioactive fue corta tras no poder ubicar otro de sus sencillos en las listas de éxitos. El grupo continuó escribiendo material y Manson tuvo la oportunidad de grabar voces principales en varias pistas planificadas para el tercer álbum de la banda. Aunque MCA no tenía ningún deseo de cumplir sus compromisos con Goodbye Mr. Mackenzie, el sello expresó interés en grabar un álbum con Manson, y después de escuchar varios demos, Kurfirst firmó un contrato con Manson en su discográfica como solista, con el resto de The Mackenzies actuando como su banda de respaldo. El contrato de Manson la obligó a grabar como mínimo un álbum.

### Angelfish
Grabando bajo el nombre Angelfish y usando algo del material recién escrito con Goodbye Mr. Mackenzie, Manson y el grupo grabaron las canciones que conformarían el álbum Angelfish en Connecticut con Chris Frantz y Tina Weymouth de Talking Heads. Inicialmente fue publicado el sencillo "Suffocate Me", seguido de "Heartbreak To Hate" en 1994. Angelfish recorrió los Estados Unidos, Canadá, Francia y Bélgica, abriendo conciertos para la banda Live en una gira por Norteamérica. El vídeo de la canción "Suffocate Me" tuvo alguna rotación en el canal MTV. El productor y músico Steve Marker tuvo la oportunidad de ver el vídeoclip y pensó que Manson sería un gran cantante para su nuevo proyecto musical, Garbage, que también contaba con la participación de los productores Duke Erikson y Butch Vig.

### Garbage

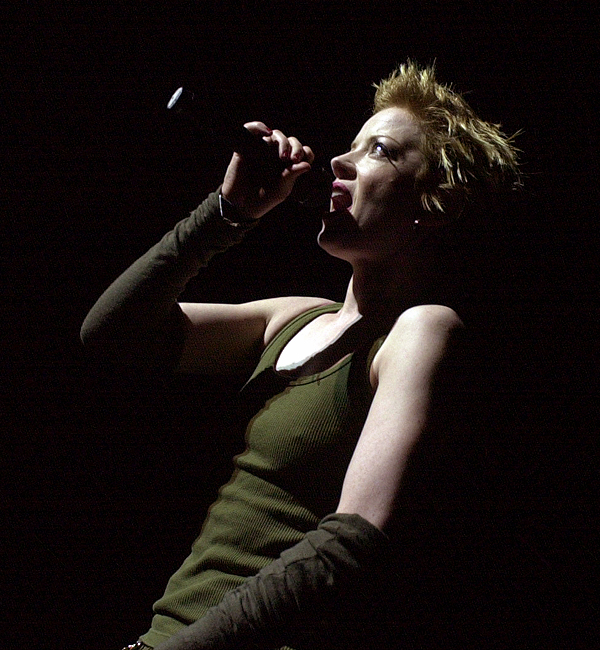
Shirley Manson con Garbage durante una presentación de su tercer álbum, Beautifulgarbage.

Butch Vig invitó a Manson a los estudios Smart para que cantara en un par de pistas. Después de una audición sin éxito, regresó con la banda Angelfish. Manson admitió que se sintió intimidada ante Vig, productor de bandas que la cantante admiraba como Nirvana, Sonic Youth y The Smashing Pumpkins. Vig además afirmó que la desorganización de la audición y el problema de los estadounidenses para entender el acento escocés de Manson generaron problemas de comunicación entre ambas partes. Al final de la gira en vivo, la banda Angelfish se separó y Manson regresó a los estudios Smart para realizar un segundo intento, quedándose en esta oportunidad con el puesto definitivamente. Shirley coescribió y coprodujo el álbum debut de Garbage con el resto de la banda. Así, Garbage, publicado en agosto de 1995 y titulado de forma homónima, llegó a vender más de 4 millones de copias, impulsado por una serie de sencillos exitosos como "Only Happy When It Rains" y "Stupid Girl". Manson rápidamente se convirtió en el rostro público de la banda.
Manson se convirtió en la compositora principal de Garbage para su segunda producción discográfica, Version 2.0, disco que logró igualar el éxito de Garbage tras su lanzamiento en mayo de 1998. Durante la gira de dos años en apoyo del disco, Manson sirvió como modelo para Calvin Klein, convirtiéndose en un ícono del rock alternativo por su voz, su puesta en escena y su forma de vestir. Manson vivió en hoteles durante los períodos de grabación de los primeros discos de la banda. Más adelante grabó con Garbage la canción oficial de la película de James Bond The World Is Not Enough, convirtiéndose en la tercera escocesa en cantar un tema de Bond después de Lulu y Sheena Easton. En el vídeoclip de la canción, Shirley interpreta a un androide asesino que implanta una bomba en su cuerpo para destruir un teatro.
Mientras se preparaba para la grabación del tercer disco de Garbage durante el año 2000, Manson se convirtió en uno de los primeros artistas de alto perfil en escribir un blog en línea. Además decidió mejorar su interpretación de la guitarra para la próxima gira de la banda. Su tercer álbum, Beautiful Garbage, presentó las letras más directas y personales de Manson hasta la fecha. El álbum no se vendió tan bien como sus predecesores, pero la agrupación realizó una exitosa gira mundial como soporte. Durante un concierto en el Festival de Roskilde, Shirley tuvo problemas con su voz. Luego descubrió un quiste de pliegue vocal y tuvo que someterse a una cirugía correctiva.

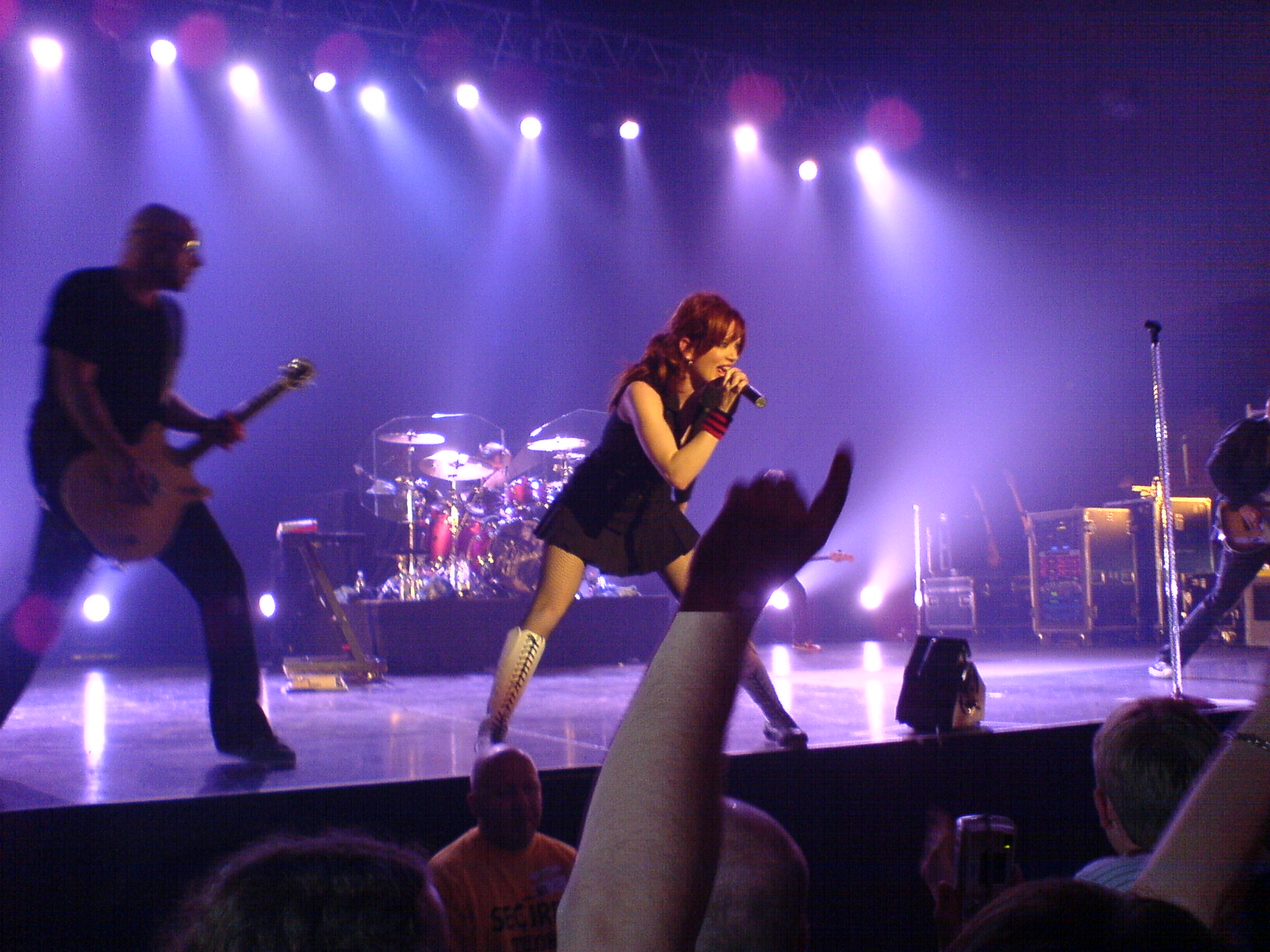
Manson con Garbage durante el Bleed Like me Tour en Copenhague, Dinamarca.

Las letras de Manson se volvieron más abiertamente políticas para el cuarto disco de Garbage, Bleed Like Me de 2005, que logró éxito comercial especialmente por el sencillo "Why Do You Love Me". La banda entró en un hiato prolongado en octubre de ese mismo año. En 2007 regresó a los escenarios para realizar una pequeña presentación en una feria benéfica para recaudar fondos para el tratamiento médico del baterista Wally Ingram. También grabaron nuevo material y un vídeoclip para promover el álbum recopilatorio Absolute Garbage. Garbage regresó al estudio en 2010 para escribir y grabar material para un quinto álbum, titulado Not Your Kind of People, publicado en mayo de 2012, lo que puso fin a la pausa de siete años de la banda desde el lanzamiento de Bleed Like Me. Strange Little Birds fue la siguiente producción de la banda, producido de manera independiente al igual que Not Your Kind of People.
El estilo musical alternativo de Garbage fusiona varios géneros, entre los que se incluyen la música electrónica, el rock industrial, el punk, el grunge, el trip hop y el shoegaze, registrando cambios constantes en su sonido a medida que su carrera avanza. Gran parte del éxito de la banda se debió a la imagen pública de Shirley, quien se convirtió en la cabeza visible de la agrupación y en su miembro más reconocible.

### Trabajo como solista y álbum cancelado
Manson confirmó en marzo de 2006 que había comenzado a trabajar en un álbum en solitario con el músico Paul Buchanan, el productor Greg Kurstin y el compositor David Arnold, afirmando que no tenía "calendario" para completar el proyecto. En 2007, Shirley realizó algunas colaboraciones musicales con Rivers Cuomo de Weezer. Manson presentó parte de su trabajo a Geffen Records en 2008, sin embargo, la disquera lo encontró "demasiado oscuro", lo que provocó que Manson y Geffen rescindieran su contrato por mutuo acuerdo. La artista afirmó más tarde, "Los ejecutivos de Geffen querían que tuviera éxitos internacionales de radio y que fuera la Annie Lennox de mi generación. No bromeo, estoy citando directamente lo que me dijeron". Manson continuó escribiendo material sin un contrato discográfico y mantuvo conversaciones con David Byrne y Ray Davies sobre una posible colaboración. En 2009, publicó tres demos en su perfil de Facebook, escritos por ella y Greg Kurstin, titulados "In the Snow", "Pretty Horses" y "Lighten Up". "Pretty Horses" apareció más tarde en el episodio piloto de la serie de televisión Conviction. Coescribió con Kurstin catorce canciones adicionales, "Do not Want To Pretend", "Do not Want Anyone Hurt", "Gone Upside", "Hot Shit", "Kid Ourselves", "Little Dough", "Pure Genius", "Sweet Old World", "Spooky", "So Shines A Good Deed", "The Desert", "No Regrets", "Stop" y "To Be King".
En 2009, Shirley anunció que se estaba alejando de la música, alegando que se había cansado de las nuevas prácticas de la industria y que había encontrado más entusiasmo en la actuación. Manson dijo que pensó en abandonar el negocio de la música en 2008 cuando su madre desarrolló demencia y falleció, afirmando: "no quería hacer música, no me sentía creativa, apenas podía funcionar". Más tarde ese año ella reconsideró sus palabras y volvió escena después de que uno de sus amigos le pidiera que cantara "Life on Mars?" de David Bowie. en el memorial de su hijo. Según Manson, "todos estábamos sufriendo, pero significó mucho para ellos que yo pudiera cantar esa canción. Me hizo darme cuenta de la importancia que tiene la música en las personas".
La artista también trabajó con varios músicos aparte de su proyecto en solitario, recitando un verso de un largo poema para un álbum de Chris Connelly, coescribiendo y grabando un dúo con Eric Avery para su debut como solista y grabando música con Debbie Harry. Aunque no grabó material con ellos, Manson también actuó en el escenario con The Pretenders, Iggy Pop, Incubus, Kings of Leon y Gwen Stefani. Más recientemente aportó su voz en una canción escrita por Serj Tankian titulada "The Hunger", un sencillo para el musical de rock Prometheus Bound.
En enero de 2012 Manson confirmó que el trabajo en su álbum solista había sido cancelado, declarando que el álbum "estaba muerto y enterrado. Le hicimos su respectivo funeral. Fue triste y lloré mucho, pero se convirtió en un cadáver tan hermoso que dejamos el ataúd abierto".

## Otros proyectos

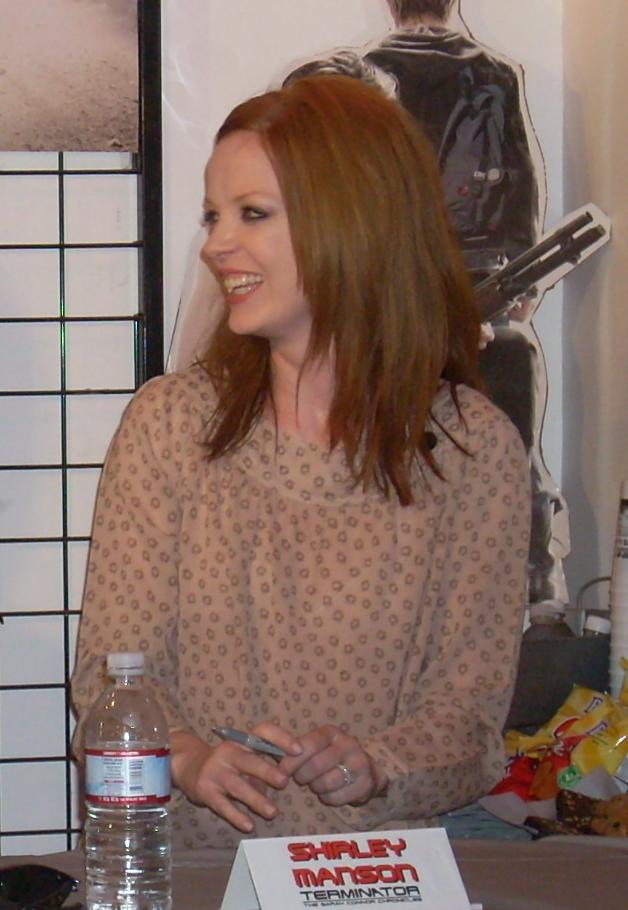
Manson en la presentación del reparto de la segunda temporada de la serie de televisión The Sarah Connor Chronicles en 2008.

Manson fue seleccionada para integrar el elenco de la serie de televisión de ciencia ficción Terminator: The Sarah Connor Chronicles en mayo de 2008, cuando el creador de la serie, Josh Friedman, le pidiera que participara en un proceso de audición múltiple, superando a otras actrices, incluida Julie Ann Emery. Debutó en el episodio de estreno de la segunda temporada "Samson and Delilah" en el papel de Catherine Weaver, directora ejecutiva de una empresa de tecnología, ZeiraCorp. Al final del episodio, se revela que Weaver es un exterminador T-1001 de metal líquido. Manson también interpretó una versión en rock y blues de la canción gospel "Samson and Delilah" para la banda sonora del primer episodio de la segunda temporada. La artista citó a Glenn Close y a Margaret Thatcher como sus principales influencias a la hora de crear su ambiguo personaje en la serie. Además interpretó a la versión humana de Weaver en un documento audiovisual observador por el androide T-1001 en el episodio "The Tower Is Tall, But the Fall Is Short".
En 2009, Manson hizo su primera incursión en la industria de los videojuegos al aparecer como personaje de la franquicia de Guitar Hero. En el quinto juego de la serie, Manson hace su aparición cuando el jugador enfrenta el desafío de tocar una canción de Garbage.
El siguiente año, Manson fue una de las invitadas al programa infantil estadounidense Pancake Mountain. Presentada en un segmento titulado "La vuelta al mundo con Shirley Manson", la artista habló sobre música de otros países. Filmó cinco segmentos de este tipo, pero ninguno fue transmitido antes de que el creador Scott Stuckey y el productor J.J. Abrams cancelaran el programa. Un segmento, presentando a Alemania, finalmente fue publicado presentando una canción original cantada por Manson y escrita por Stuckey.

## Impacto e influencia
Manson posee un rango vocal contralto, destacado por sus cualidades distintivas así como su puesta en escena emotiva. Elysa Gardner de Los Angeles Times declaró que "una de las características más atractivas de Garbage es una fuerza de la naturaleza: la voz de Manson, que puede transmitir una multitud de emociones sin mostrarse melodramática".

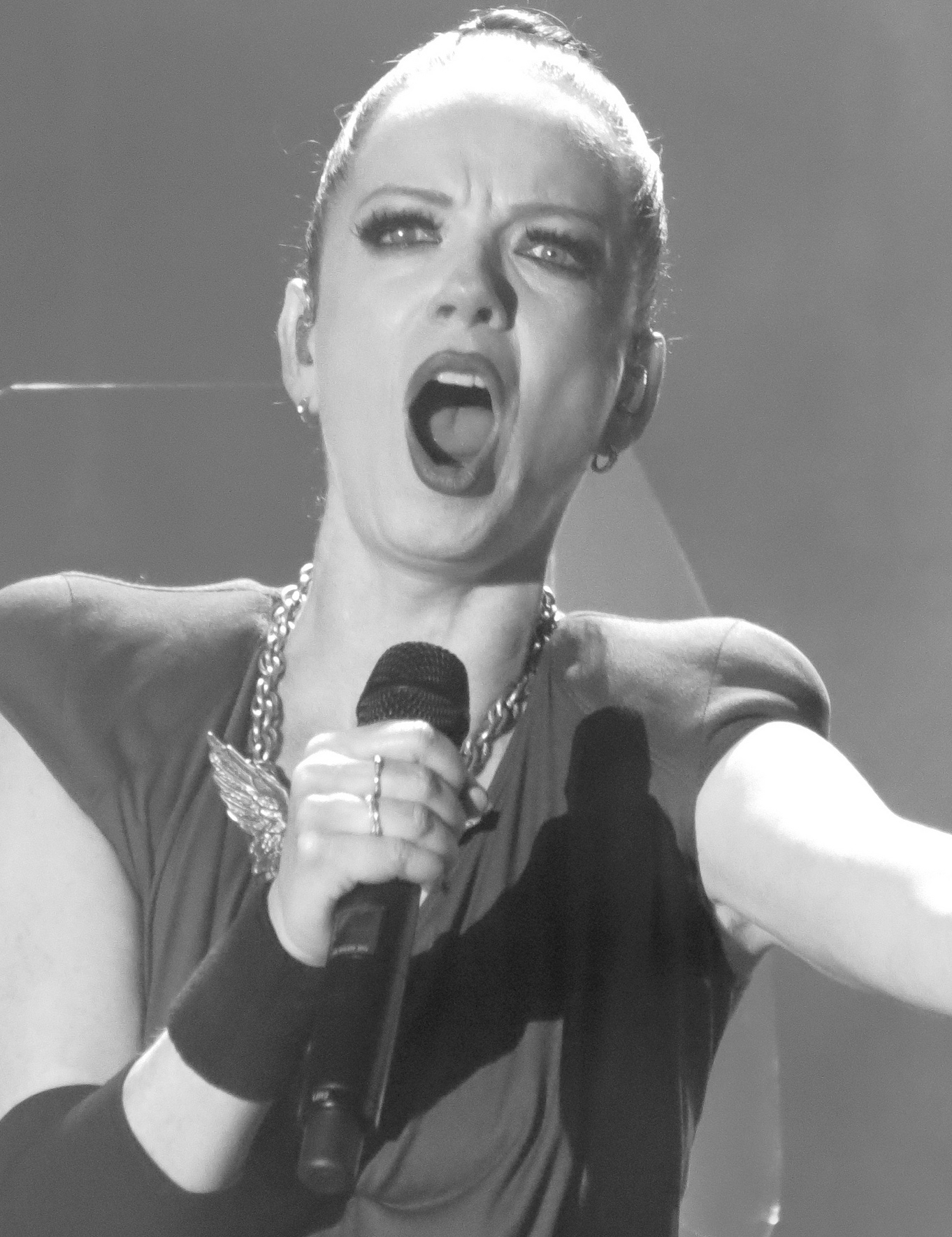
Manson en vivo en 2012.

Al revisar una actuación de Garbage en vivo, Jon Pareles de The New York Times comentó: "Tentadora, amante, sufriente, ruda: esos han sido los personajes interpretados por Shirley Manson desde que Garbage se formó en 1995. En otras épocas, ella podría haber sido una Shirley Bassey, una Dusty Springfield o una Chrissie Hynde. Hay un poco de cada una de ellas en su voz". Jen Crothers de Green Left Weekly, en una reseña sobre Garbage, comentó que "Manson, vocalista y guitarrista, tiene una voz poderosa que se eleva y se sumerge como un pájaro. Puede ser tierna o psicótica al mismo tiempo". Al revisar una presentación de Garbage en vivo de 2012, Catherine Gee de The Daily Telegraph señaló que Manson "sigue siendo una intérprete notable cuyo distintivo gruñido contralto aún puede erizar los vellos de la nuca". En una crítica de Garbage, Stephen Thomas Erlewine de AllMusic describió la voz de Manson como "delgada y airosa", mientras que Mike Diver de la BBC afirmó que "incluso en su punto más vulnerable, Manson siempre mantiene el control".
Los primeros recuerdos musicales de Manson están relacionados con su madre, quien cantó con una banda cuando Shirley era una niña. Estuvo expuesta a los registros clásicos de jazz cuando creció y ha trabajado en su carrera con artistas del género con Nina Simone, Cher, Peggy Lee y Ella Fitzgerald. En su adolescencia era fanática de los álbumes The Scream y Kaleidoscope de Siouxsie And The Banshees y aprendió a cantar escuchando esos discos. Más tarde afirmó que "muchas de las canciones de esos dos álbumes fueron los primeros amores de mi vida". La vocalista Siouxsie Sioux era su heroína musical. Manson escribiría más tarde el prólogo del libro Siouxsie & The Banshees: The Authorized Biography.
A los diecinueve años, Shirley descubrió a Patti Smith, específicamente el álbum Horses, que tuvo un "fuerte impacto" en ella. Se inspiró para aprender a tocar la guitarra por Chrissie Hynde y aprecia el estilo de Debbie Harry de Blondie. Aunque sus influencias musicales son en mayor medida femeninas, ha citado a David Bowie como un músico masculino inspirador. Manson también creció escuchando a Nick Cave, Frank Sinatra, The Clash, The Sugarcubes, Cocteau Twins, Iggy and the Stooges y The Velvet Underground.
Artistas posteriores como Amy Lee, Lady Gaga, Florence Welch, Taylor Momsen, Marissa Paternoster, Skylar Grey y Marina Diamandis, entre otras, han declarado su admiración por Shirley Manson y la han considerado una influencia musical y de estilo.

## Plano personal
Estuvo casada con el artista escocés Eddie Farrell entre 1996 y 2003. En 2008 se comprometió con el productor Billy Bush. La pareja se casó en Los Ángeles en mayo de 2010.
Manson se ha declarado atea pero siempre le ha interesado la espiritualidad. Afirmó: "Cuando era niña, estaba fascinada con la iglesia, me encantaba el teatro y me involucraba en todas las historias que nos enseñaban". Cuando tenía alrededor de 12 años, tuvo una discusión con su padre en la mesa, asegurándole que la religión era una farsa y que no volvería a la iglesia. Dejó de asistir a la iglesia pero continuó teniendo debates teológicos con su padre cada domingo.
La artista se define como feminista y ha sido aclamada como un ícono del feminismo. Además ha usado su imagen y la de su banda Garbage para recaudar fondos para una gran cantidad de causas benéficas. En 2007 hizo parte de una campaña publicitaria para la organización PETA en la que aparecía sosteniendo el cadáver sin piel de un zorro, acompañada de la frase "Aquí está lo que queda de tu abrigo de piel".

## Discografía

### Con Goodbye Mr. Mackenzie
- Good Deeds and Dirty Rags (1988)
- Hammer and Tongs (1991)
- Five (1993)

### Con Angelfish
- Angelfish (1994)

### Con Garbage
- Garbage (1995)
- Version 2.0 (1998)
- Beautiful Garbage (2001)
- Bleed Like Me (2005)
- Not Your Kind Of People (2012)
- Strange Little Birds (2016)
- No Gods No Masters (2021)

## Filmografía
| Año       | Título                                                 | Rol                     | Notas                  |
| --------- | ------------------------------------------------------ | ----------------------- | ---------------------- |
| 1986      | Monster Beach Party                                    | Debbie Danco            | Proyecto sin finalizar |
| 2008–2009 | Terminator: The Sarah Connor Chronicles                | T-1001/Catherine Weaver | 17 episodios           |
| 2009      | Guitar Hero 5                                          | Ella misma              | Videojuego             |
| 2010      | Pancake Mountain: Around the World with Shirley Manson | Ella misma              | 1 episodio             |
| 2012      | Knife Fight                                            | Nicole                  |                        |
| 2017      | Top Wing                                               | Chirp y Cheep           | 26 episodios           |